# Fritz Höger

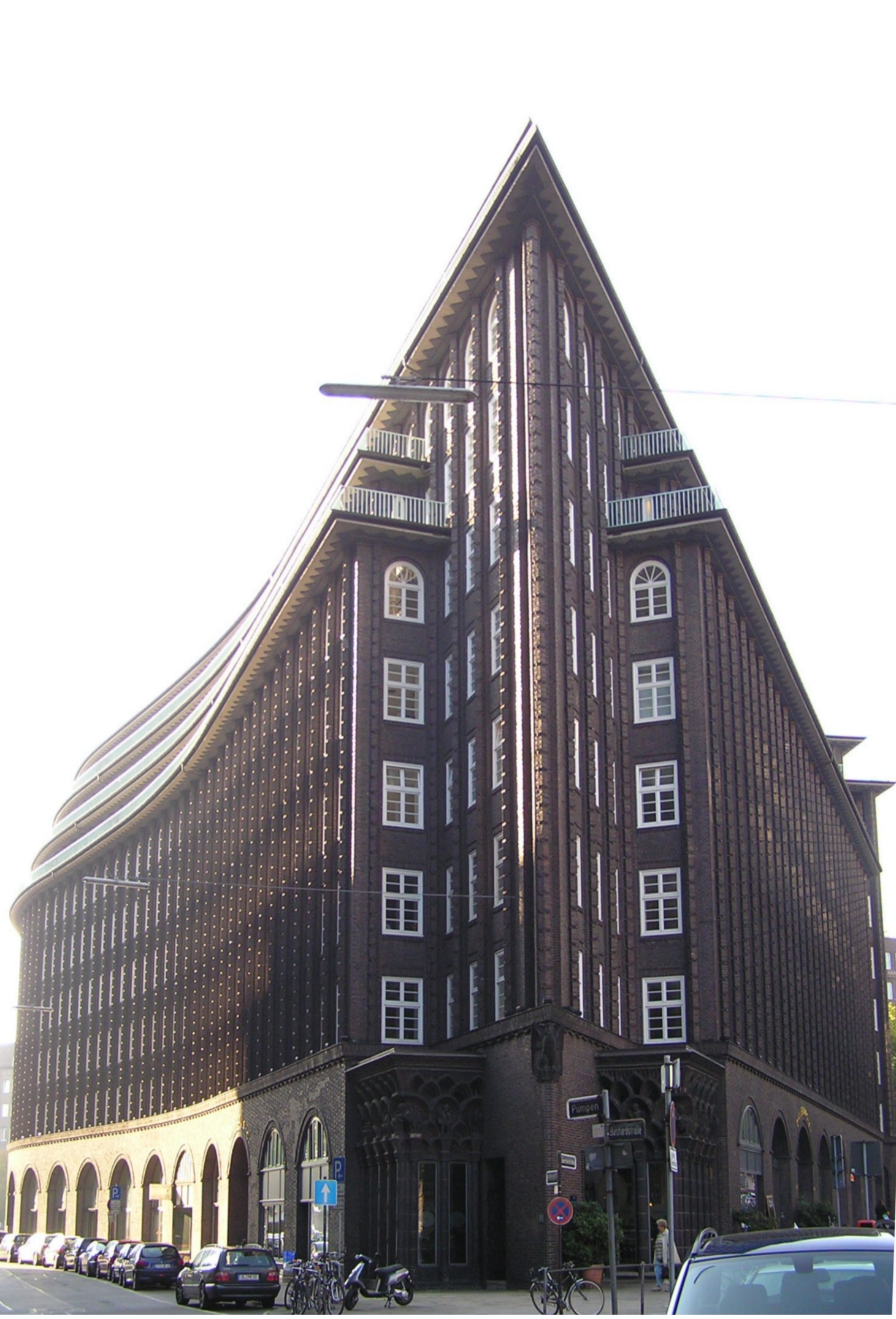
Chilehaus (1922-1924), Hamburgo.

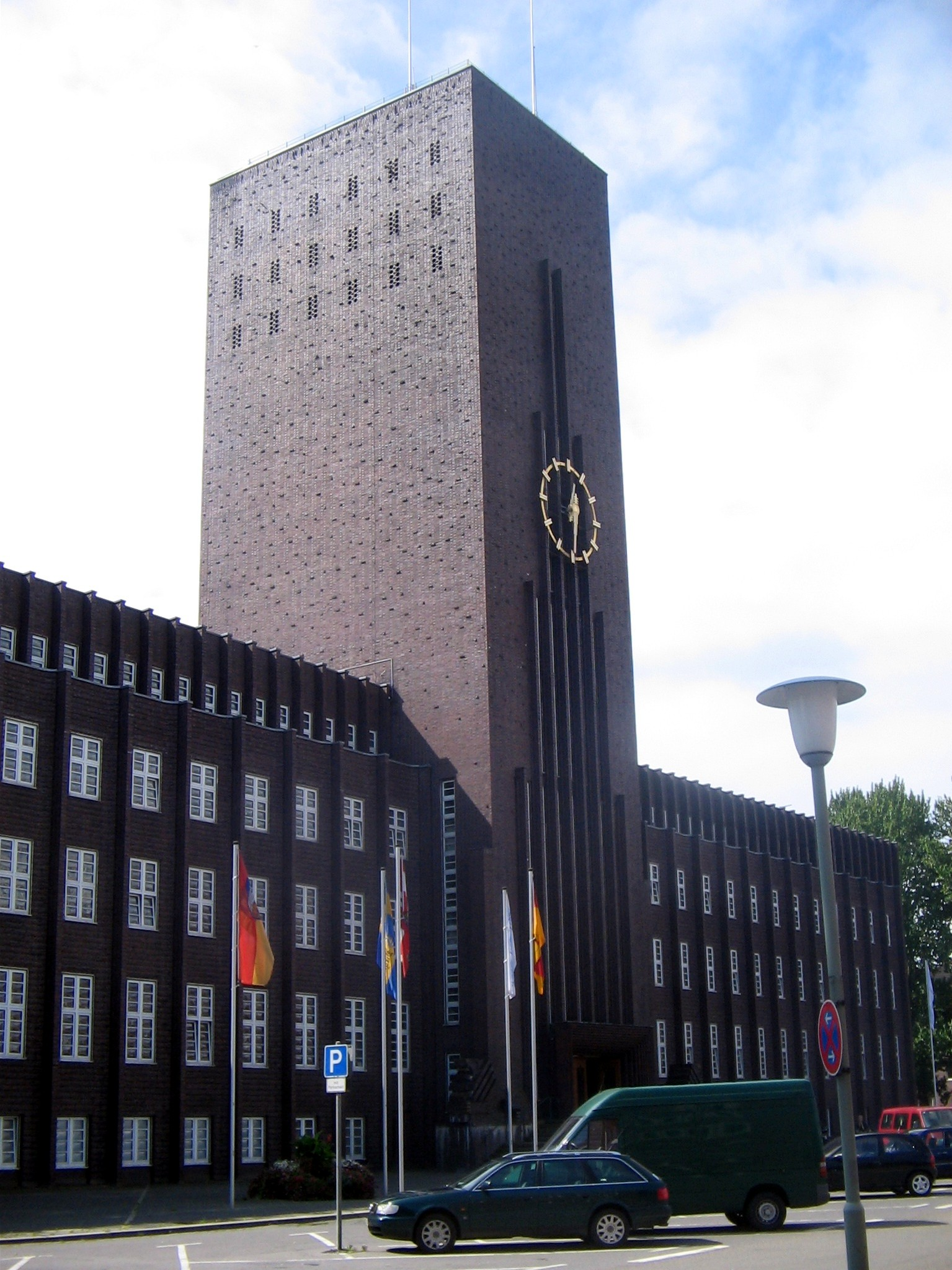
Câmara Municipal de Wilhelmshaven.

Johann Friedrich Höger, mais conhecido como Fritz Höger  (Bekenreihe, 12 de junho de 1877 – Bad Segeberg, 21 de junho de 1949) foi um arquiteto alemão, adscrito ao expressionismo. A sua obra mais conhecida e importante é o Chilehaus, construído entre 1922 e 1924 em Hamburgo para o importador de salitre Henry Sloman. Outras construções suas são uma escola com planetário; a Kirche am Hohenzollernplatz, uma igreja no distrito de Wilmersdorf em Berlim; a torre da Hannoverscher; e o Câmara Municipal de Wilhelmshaven. 